# TEE Lemano
Lemano è una relazione ferroviaria tra Milano e Ginevra operativa tra il 1958-1989, prima come Trans Europ Express (TEE) di sola prima classe, poi come treno Intercity di prima e seconda classe.

## Storia
Il TEE «Lemano» fu istituito il 1º giugno 1958 sulla relazione Milano Centrale - Ginevra Cornavin, che venne servita con una coppia di treni quotidiani via Domodossola. Il percorso, di 372 km, si svolgeva lungo il lago Maggiore, il traforo del Sempione, il Vallese e il lago Lemano (o di Ginevra), da cui il treno prese il nome.
Inizialmente affidato alle automotrici diesel Breda ALn 442-448, fu il primo TEE delle Ferrovie dello Stato a impiegare, dal 28 maggio 1972, le nuove carrozze FS tipo TEE.
La relazione TEE, di sola prima classe, venne soppressa il 22 maggio 1982 e sostituita da un treno Intercity con lo stesso nome che svolse servizio di prima e seconda classe fino al 1989.

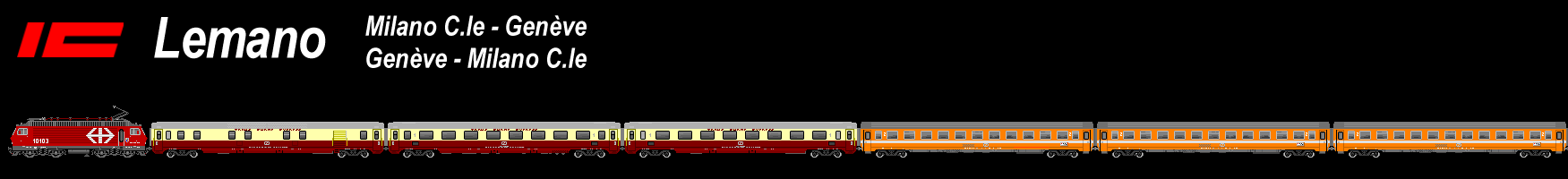
Con la trasformazione in Intercity il Lemano aveva in composizione vetture TEE di prima classe e Eurofima in livrea arancio di seconda classe.

Dopo la riduzione delle carrozze di sola prima classe dalla composizione del TEE Lemano, quelle non più utilizzate dall'orario estivo 1982 furono messe in composizione al TEE Adriatico Milano-Bari fino alla sua soppressione e trasformazione in IC (maggio 1987).

## Incidenti
L'8 novembre 1969, all'interno della galleria del Sempione, si sviluppò un incendio che distrusse l'automotrice di coda, TEE 442.202, del treno in servizio tra Milano e Ginevra. Constatata l'impossibilità di spegnere l'incendio con gli estintori di bordo, l'operaio di I classe Cesare Milani di scorta al treno scollegò le due automotrici e fece allontanare quella di testa, TEE 448.202, mettendola in sicurezza. Tornò quindi alla TEE 442.202 dalla quale tolse il tappo del serbatoio del gasolio per evitare che esplodesse. I 54 passeggeri, portati nel frattempo al sicuro dal capotreno, vennero poi fatti salire sull'automotrice TEE 448.202 che ripartì per Briga.
Il 30 novembre 1971 l'automotrice TEE 448.207 fu completamente distrutta da un incendio che si sviluppò a causa di un errato instradamento che provocò lo scontro del «TEE Lemano» con una locomotiva da manovra in sosta nella stazione di Leuk. Per evitare che l'incendio si propagasse all'automotrice accoppiata, rimasta indenne e con il motore ancora in moto, il motorista di scorta al treno, dopo aver scollegato parzialmente le due unità, si infilò nel sottocassa riuscendo ad azionare l'elettrovalvola che inseriva la prima marcia, allontanando dal rogo la TEE 442.207 che strappò gli accoppiatori elettrici rimasti ancora collegati.